# لورا براون (صحفية)
لورا براون (بالإنجليزية: Laura Brown)‏ هي صحفية أمريكية، ولدت في 27 مايو 1974.